# Jeffreyita
La jeffreyita és un mineral de la classe dels silicats. Rep el seu nom de la seva localitat tipus, la mina Jeffrey, al Québec (Canadà).

## Característiques
La jeffreyita és un sorosilicat de fórmula química (Ca,Na)₂(Be,Al)(Si₂O₇,HSi₂O₇). Va ser aprovada com a espècie vàlida per l'Associació Mineralògica Internacional l'any 1982. Cristal·litza en el sistema ortoròmbic. La seva duresa a l'escala de Mohs és 5.
Segons la classificació de Nickel-Strunz, la jeffreyita pertany a «09.BB - Estructures de sorosilicats, grups Si₂O₇, sense anions no tetraèdrics; cations en coordinació tetraèdrica [4] i major coordinació» juntament amb els següents minerals: åkermanita, cebollita, gehlenita, gugiaïta, hardystonita, okayamalita, alumoåkermanita, barylita, clinobarylita i andremeyerita.

## Formació i jaciments
Va ser descoberta l'any 1982 a la mina Jeffrey, a Asbestos, Estrie (Quebec, Canadà), l'únic indret on ha estat trobada aquesta espècie mineral. Sol trobar-se associada a altres espècies minerals com la grossulària, un tipus de granat.